# Подгора-при-Ложу
Подгора-при-Ложу (словен. Podgora pri Ložu) — поселення в общині Лошка Долина, регіон Нотрансько-крашка, Словенія. Висота над рівнем моря: 589,1 м.